# اتحاد الجمهوريين الإيرانيين
اتحاد الجمهوريين الإيرانيين أو جمهوريو إيران المتحدون (بالفارسية: اتحاد جمهوری‌خواهان ایران) هي منظمة سياسية علمانية أسسها نشطاء يساريون إيرانيون في المنفى عام 2004. 
في عام 2011، انفصل «تنظيم الجمهوريين الإيرانيين» عن المنظمة.

## روابط خارجية
- الموقع الرسمي